# Mikwe (Hohenems)

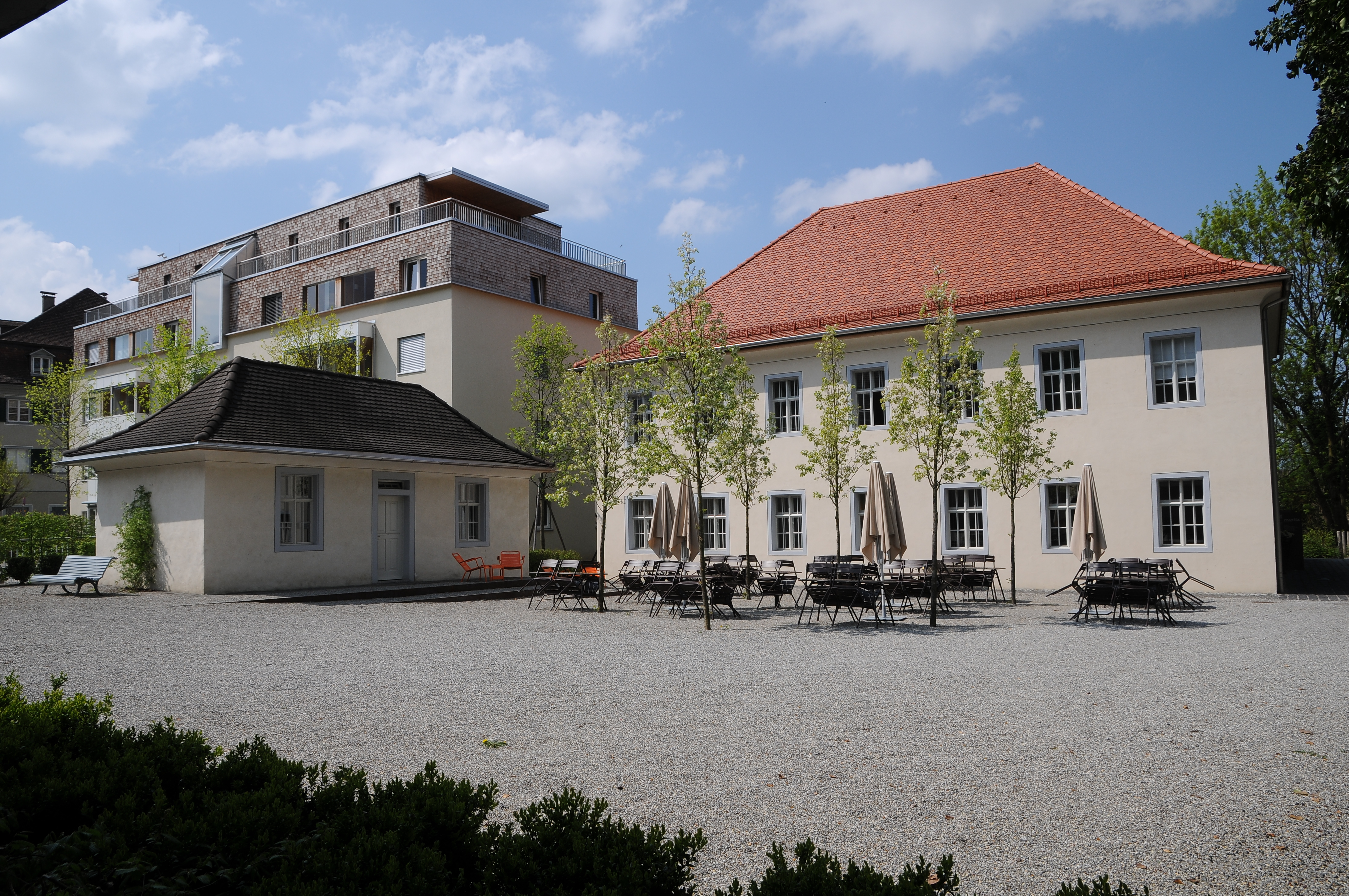
Links die ehemalige Mikwe und rechts das Schulhaus

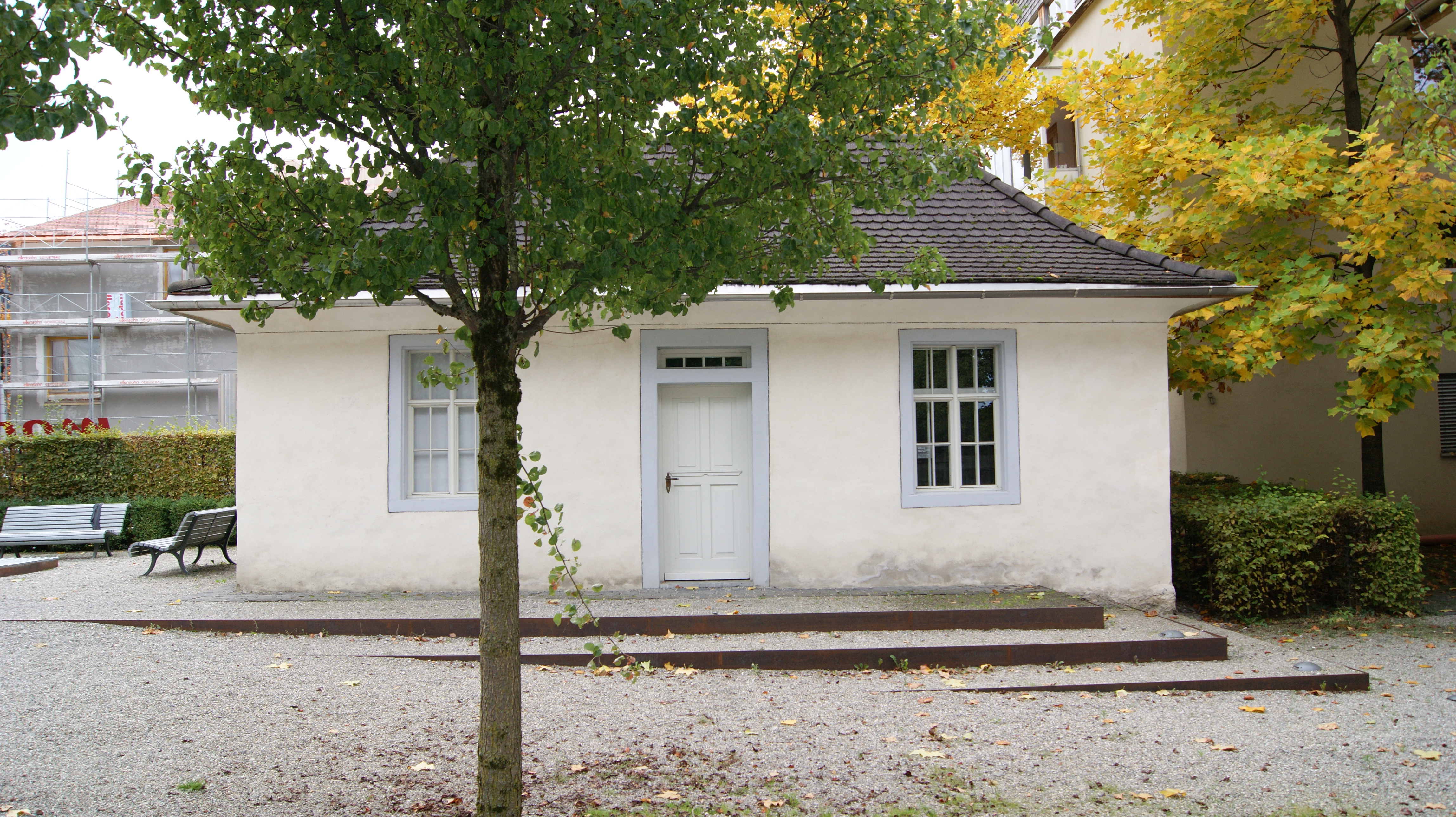
Blick von Nordosten

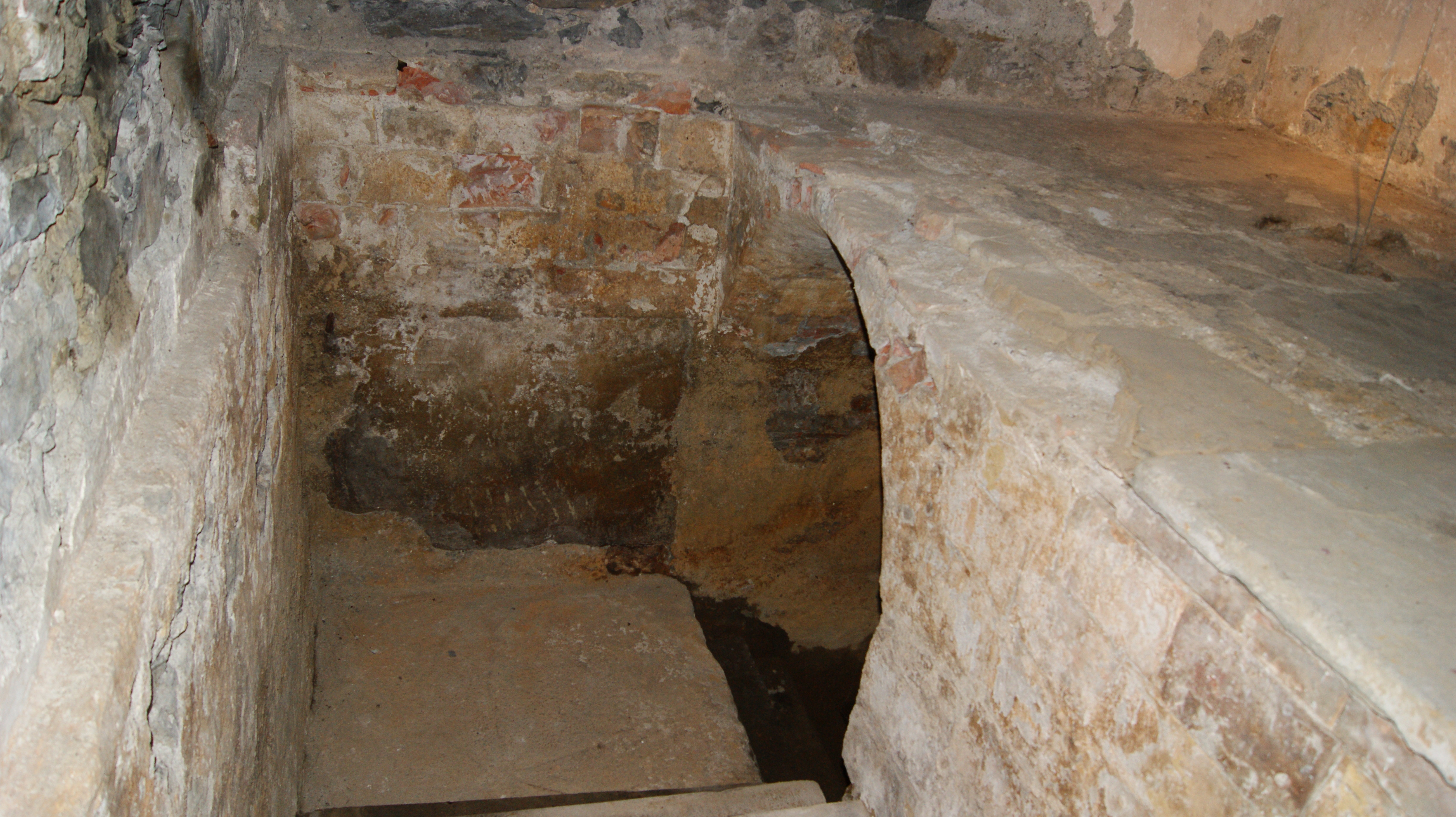
Abgang zum Bad

Die Mikwe in Hohenems, einer Stadt im österreichischen Bezirk Dornbirn im Vorarlberg, ist eine gut erhaltene und renovierte Einrichtung zur rituellen Reinigung im jüdischen Viertel, die neben weiteren kulturhistorischen Zeugnissen (Synagoge, Schulhaus oder Armen- und Altenhaus) für die jahrhundertelange Koexistenz von zwei Gemeinschaften – der christlichen und der jüdischen – in diesem Ort zeugt.
Die Mikwe in Hohenems ist die derzeit älteste bekannte und erhaltene Mikwe Österreichs und steht unter Denkmalschutz (Listeneintrag). Seit März 2010 ist die Mikwe der Öffentlichkeit zugänglich.

## Standort
Die Hohenemser Mikwe befindet sich neben dem ehemaligen Schulhaus (gebaut 1824 bis 1828) in der Schulgasse 1 im sogenannten ehemaligen Judenviertel, welches im Gesamten unter Denkmalschutz steht.

## Geschichte
Juden hatten ab 1617 vermittels eines Schutzbriefes in Hohenems eine mehr oder weniger gesicherte rechtliche Stellung. Es wird davon ausgegangen, dass sich bereits im 17. Jahrhundert in Hohenems eine Mikwe befand, vermutet wird, im oder beim ehemaligen jüdischen Waschhaus. Reste davon sind nicht erhalten bzw. bekannt. 1772 wurde die Synagoge fertiggestellt und im Untergeschoß in weiterer Folge eine Mikwe (unter der Wohnung des Rabbiners) eingerichtet. 1805 sollte diese erneuert und komfortabler ausgestaltet werden, dies wurde aber aus Kostengründen nicht realisiert 1810 wurde die jüdische Gemeinde vom zuständigen Landgericht in Dornbirn aufgefordert, eine moderne Reinigungsanstalt zu errichten. Es ist nicht gesichert, ob bei der Renovierung der Synagoge 1816/17 auch die Mikwe im Untergeschoß mit renoviert wurde. Wegen Wassereinbrüchen bei der Mikwe unter der Synagoge und teuren Reparaturarbeiten, wurde ein Neubau angestrebt.
Am 24. Oktober 1828 wurde der Bau einer vollkommen neuen Mikwe, der heute noch erhaltenen, beantragt und am 8. Mai 1829 baurechtlich bewilligt. Der Bau wurde in kurzer Zeit errichtet und kostete etwa 700 Gulden. Teile der alten Mikwe wurde auch in der neuen Mikwe weiter verwendet. Die neue Mikwe war beheizbar und wurde vermutlich nur von Frauen benutzt. Die Verwaltung der Mikwe oblag längere Zeit Babette (Payerle) Landauer, der Gattin des Metzgers Benjamin Landauer. Die Hohenemser Mikwe war eine für die damalige Zeit moderne Reinigungsanstalt, bei der das Grundwasser mit zugeführtem Warmwasser nach strengen Regeln gemischt wurde. Dadurch war ein komfortables Bad mit vollständigem Untertauchen möglich.
Es wird davon ausgegangen, dass die neue Mikwe bis in die letzten Jahrzehnte des 19. Jahrhunderts benutzt wurde. In den 1920er-Jahren nutzte ein Wagner die Mikwe als Werkstatt.
Nach „Arisierung“ des jüdischen Vermögens und der anschließenden Rückgabe an die Israelitische Kultusgemeinde, wurde das Gebäude verkauft und im Kaufvertrag als Waschküche bezeichnet. Das Tauchbecken wurde zugeschüttet und der ebenerdige Teil der ehemaligen Mikwe als Schusterwerkstatt und Abstellkammer verwendet.
1996 wurde das Becken in der Teilunterkellerung wieder freigelegt und das Gebäude 2009 restauriert. Seit 2010 ist die Mikwe eine Dependance des Jüdischen Museums und kann besichtigt werden.

## Architektur und Baukörper
Das Äußere der Mikwe in Hohenems zeigt ein relativ unscheinbares Häuschen im Hof der ehemaligen jüdischen Schule. Das Gebäude wurde durch Baumeister Josef Ammann aus Hohenems errichtet.
Der schlichte eingeschoßige Baukörper mit Walmdach ist rund 9,6 m lang, 4,5 m breit und etwa 5,2 m hoch. Die Teilunterkellerung, in dem sich die Mikwe befindet, hat eine Tiefe von rund 2,3 m. Die zwei hochrechteckigen Fenster sind, wie die Türe, in einer Sandsteinfassung eingelassen. Der Stil des schmucklosen Gebäudes erinnert eher an ein großes Gartenhäuschen (in gewisser Weise ähnlich dem Jüdischen Frauenbad  in Lengnau, Schweiz).
Die Außenmauern bestehen aus Bruchsteinen mit einer Dicke von etwa 0,6 m, eine Trennwand im Inneren aus Ziegel. Das 1,79 × 1,46 Meter große Tauchbecken ist an den Wänden mit Sandsteinplatten bis 1,27 Meter Höhe ausgekleidet und besitzt ein Tonnengewölbe.
Neben dem Tauchbecken ergibt sich aus den örtlichen Umständen und der original Baubeschreibung, dass sich hier ein Brunnenschacht (Schachtbrunnen) befunden hat, der mit einem Pumpwerk ausgestattet war. Der Grundwasserpegel ist inzwischen jedenfalls zu niedrig, um das Bad heute als Mikwe noch nutzen zu können.

## Nutzung

### Nutzung als Ritualbad
Die neue Mikwe wurde, wie dies bereits bei der alten unter der Synagoge und in vielen jüdischen Gemeinden damals üblich war, an ein hier ansässiges Mitglied der jüdischen Gemeinde verpachtet. Die Pacht für die alte Mikwe soll 44 Gulden jährlich betragen haben, für die neue Mikwe 60 Gulden. Der Besuch der Mikwe selbst wurde mit 12 bis 24 Kreuzern verrechnet. Zum Vergleich: ein Besuch des nahe gelegenen Schwefelbades (Heilbad) wurde mit je 12 bis 18 Kreuzer pro Bad berechnet, wobei ein weiteres Bad am selben Tag kostenlos war, da nur warmes Wasser nachgeschüttet wurde.

### Heute
Die ehemalige Mikwe ist heute eine Außenstelle des jüdischen Museums und kann seit 2010 allein oder im Rahmen einer Führung besucht werden. Das Bad selbst ist aus konservatorischen Gründen nicht öffentlich zugänglich.